# Melanopsyna
Melanopsyna jest rodzajem światłoczułego pigmentu obecnego w fotoreceptorach, należącego do większej rodziny wrażliwych na światło białek siatkówki zwanych opsynami, a które kodowane jest przez gen Opn4.
W siatkówce ssaków istnieją jeszcze dwie inne kategorie opsyn, obie zaangażowane w tworzenie obrazów wizualnych: rodopsyna i jodopsyna odpowiednio w komórkach fotoreceptorów pręcikowych i czopkowych.

## Odkrycie
Melanopsyna została po raz pierwszy odkryta przez Ignacio Provencio jako nowa opsyna w melanoforach, czyli światłoczułych komórkach skóry afrykańskiej żaby Platany szponiastej w 1998 roku.   Rok później naukowcy odkryli, że myszy pozbawione pręcików i czopków, czyli komórek zaangażowanych w widzenie kształtujące obraz, nadal stosują się do cyklu światło-ciemność.
Ta obserwacja doprowadziła do wniosku, że ani pręciki, ani czopki znajdujące się w zewnętrznej siatkówce, nie są konieczne do zachowania cyklu okołodobowego, oraz że w oku ssaków istnieje trzecia klasa fotoreceptorów. Provencio i współpracownicy odkryli następnie w 2000 r., że melanopsyna jest również obecna w siatkówce myszy, szczególnie w komórkach zwojowych siatkówki, i że pośredniczy w niewizualnych zadaniach fotorecepcyjnych.

### Mechanizm
Kiedy światło o odpowiedniej częstotliwości dociera do oka, aktywuje melanopsynę zawartą w światłoczułych komórkach zwojowych siatkówki (ipRGC), wyzwalając potencjał czynnościowy. Te neuronalne sygnały elektryczne przemieszczają się przez aksony do określonych celów w mózgu, takich jak centrum kontroli źrenic (OPN) w śródmózgowiu. W konsekwencji stymulacja melanopsyny w ipRGC pośredniczy w behawioralnych i fizjologicznych odpowiedziach na światło, takich jak zwężenie źrenicy i hamowanie uwalniania melatoniny z szyszynki.
Jądro suprachiasmatyczne (SCN) jest czasami opisywane jako „zegar główny” mózgu ponieważ utrzymuje rytm okołodobowy, a sygnały nerwowe z ipRGC do SCN porywają wewnętrzny rytm okołodobowy do wschodu i zachodu słońca. SCN odbiera również dane wejściowe z pręcików i czopków przez przewód siatkówkowo-podwzgórzowy, więc informacje ze wszystkich trzech rodzajów komórek światłoczułych (pręciki, czopki i ipRGC) w siatkówce ssaków są przekazywane do SCN.

### Wpływ na rytm okołodobowy
Melanopsyna odgrywa ważną rolę w ustalaniu rytmu dobowego u ssaków. Organizmy, dostosowują swoją aktywność do około 24-godzinnego cyklu, czyli cyklu słonecznego na Ziemi.
U ssaków oko jest głównym narządem światłoczułym do przekazywania sygnałów świetlnych do mózgu. Zaobserwowano też, że niewidomi ludzie nadal są w stanie utrzymać środowiskowy cykl światło-ciemność, mimo że nie mają świadomego postrzegania światła. W jednym badaniu wystawiono badanych na działanie jasnego światła przez dłuższy czas i zmierzono ich stężenie melatoniny. Melatonina była tłumiona nie tylko u osób niedowidzących, ale także u osób niewidomych, co sugeruje, że ścieżka świetlna wykorzystywana przez układ okołodobowy jest funkcjonalnie nienaruszona pomimo ślepoty.